# Zawadka (powiat miechowski)
Zawadka – wieś w Polsce położona w województwie małopolskim, w powiecie miechowskim, w gminie Gołcza.
W latach 1975–1998 miejscowość należała administracyjnie do województwa krakowskiego.